# Aníbal Leguizamón
Aníbal Andrés Leguizamón Espínola (ur. 10 stycznia 1992 w Bernal Oeste) – argentyński piłkarz pochodzenia paragwajskiego występujący na pozycji środkowego obrońcy, od 2019 roku zawodnik ekwadorskiego Emelecu.
Jest siostrzeńcem Darío Espínoli i Oscara Espínoli, również piłkarzy.